# Algèbre sur un corps
Pour les articles homonymes, voir Algèbre (homonymie).
En mathématiques, et plus précisément en algèbre générale, une algèbre sur un corps commutatif K, ou simplement une K-algèbre, est une structure algébrique {\textstyle (A,+,\cdot ,\times )} telle que :
1. (A, +, ·) est un espace vectoriel sur K ;
2. la loi × est K-bilinéaire.

## Définitions
Une algèbre sur un corps commutatif K est un K-espace vectoriel A muni d'une opération binaire × (c'est-à-dire que le « produit » x × y de deux éléments de A est un élément de A) bilinéaire, ce qui signifie que pour tous vecteurs x, y, z dans A et tous scalaires a, b dans K, les égalités suivantes sont vraies :
- (x + y) × z = x × z + y × z ;
- x × (y + z) = x × y + x × z ;
- (a x) × (b y) = (a b) (x × y).

Les deux premières égalités traduisent la distributivité de la loi × par rapport à la loi +.
On dit que K est le corps de base de A. L'opérateur binaire est souvent désigné comme la multiplication dans A. 
Un morphisme entre deux algèbres A et B sur K est une application f : A → B telle que
{\displaystyle \forall x,y\in A,\,\forall a\in K,f(x\times y)=f(x)\times f(y){\textrm {et}}f(x+ay)=f(x)+af(y).}
Deux algèbres A et B sur K sont dites isomorphes s'il existe une bijection de A dans B qui soit un morphisme d'algèbres.

## Généralisation
Dans la définition, K peut être un anneau commutatif unitaire, et A un K-module. Alors, A est encore appelée une K-algèbre et on dit que K est l'anneau de base de A.

## Algèbres associatives, algèbres commutatives et algèbres unifères
- Une algèbre associative est une algèbre sur un anneau dont la loi de composition interne × est associative. Lorsque cet anneau est un corps, il s'agit donc d'une algèbre associative sur un corps.
- Une algèbre commutative est une algèbre sur un anneau dont la loi de composition interne × est commutative.
- Une algèbre unifère[1] est une algèbre sur un anneau dont la loi de composition interne × admet un élément neutre, noté 1.

## Bases et tables de multiplication d'une algèbre sur un corps
Une base d'une algèbre A sur un corps K est une base de A pour sa structure d'espace vectoriel.
Si {\displaystyle a=(a_{k})_{k\in I}} est une base de A, il existe alors une unique famille {\displaystyle (c_{i,j}^{k})_{i,j,k\in I}} d'éléments du corps K tels que :
{\displaystyle a_{i}\times a_{j}=\sum _{k\in I}c_{i,j}^{k}a_{k}.}
Pour i et j fixés, les coefficients sont nuls sauf un nombre fini d'entre eux. On dit que {\displaystyle (c_{i,j}^{k})_{i,j,k\in I}} sont les constantes de structure de l'algèbre A par rapport à la base a, et que les relations {\displaystyle a_{i}\times a_{j}=\sum _{k\in I}c_{i,j}^{k}a_{k}} constituent la table de multiplication de l'algèbre A pour la base a.

## Exemple d'algèbre de dimension infinie
Soit {\displaystyle U} un ouvert de {\displaystyle {\mathbb {C}}}. L'ensemble des fonctions analytiques dans {\displaystyle U} est une {\displaystyle {\mathbb {C}}}-algèbre.

## Exemples d'algèbres de dimension finie

### Algèbres associatives et commutatives

#### Nombres complexes
L'ensemble des nombres complexes {\textstyle (\mathbb {C} ,+,\cdot ,\times )} est une ℝ-algèbre associative, unifère et commutative de dimension 2. 
Une base de l'algèbre ℂ est constituée des éléments 1 et i. La table de multiplication est constituée des relations :
|   | 1         | i          |
| - | --------- | ---------- |
| 1 | 1 × 1 = 1 | 1 × i = i  |
| i | i × 1 = i | i × i = –1 |

#### Corps finis
Tout corps fini est une algèbre associative, unifère et commutative de dimension n sur son sous-corps premier (Fp = ℤ/pℤ), donc son ordre est pn.
Par exemple le corps fini F4 est une algèbre de dimension 2 sur le corps F2 = ℤ/2ℤ dont la table de multiplication dans une base (1, a) est :
|   | 1         | a             |
| - | --------- | ------------- |
| 1 | 1 × 1 = 1 | 1 × a = a     |
| a | a × 1 = a | a × a = 1 + a |

#### Algèbres quadratiques
On peut démontrer que toute algèbre unifère de dimension 2 sur un corps est associative et commutative. Sa table de multiplication dans une base (1, x) est de la forme : 
|   | 1         | x               |
| - | --------- | --------------- |
| 1 | 1 × 1 = 1 | 1 × x = x       |
| x | x × 1 = x | x × x = a1 + bx |

Une telle algèbre est appelée algèbre quadratique de type (a, b) (le type pouvant dépendre de la base choisie).
Par exemple : ℂ est une ℝ-algèbre quadratique de type (–1, 0) pour la base (1, i) et F4 est une F2-algèbre quadratique de type (1, 1).

### Algèbres associatives et non commutatives

#### Matrices carrées
L'ensemble {\displaystyle \left({\mathcal {M}}_{n}(\mathbb {R} ),+,\cdot ,\times \right)} des matrices carrées d'ordre n ≥ 2 à coefficients réels est une ℝ-algèbre associative, unifère et non commutative de dimension n2.

#### Quaternions
L'ensemble {\textstyle (\mathbb {H} ,+,\cdot ,\times )} des quaternions est une ℝ-algèbre associative, unifère et non commutative de dimension 4.
|   | 1         | i          | j          | k          |
| - | --------- | ---------- | ---------- | ---------- |
| 1 | 1 × 1 = 1 | 1 × i = i  | 1 × j = j  | 1 × k = k  |
| i | i × 1 = i | i × i = –1 | i × j = k  | i × k = –j |
| j | j × 1 = j | j × i = –k | j × j = –1 | j × k = i  |
| k | k × 1 = k | k × i = j  | k × j = –i | k × k = –1 |

#### Biquaternions
L'ensemble {\textstyle (\mathbb {B} ,+,\cdot ,\times )} des biquaternions  est une ℂ-algèbre associative, unifère et non commutative  de dimension 4 qui est isomorphe à l'algèbre {\displaystyle \left({\mathcal {M}}_{2}(\mathbb {C} ),+,\cdot ,\times \right)} des matrices carrées d'ordre 2 à coefficients complexes.

### Algèbre unifère non associative
L'ensemble des octonions {\textstyle (\mathbb {O} ,+,\cdot ,\times )} est une ℝ-algèbre unifère non associative et non commutative de dimension 8.

### Algèbres non associatives et non unifères

#### Produit vectoriel
L'espace euclidien ℝ3 muni du produit vectoriel, {\textstyle (\mathbb {R} ^{3},+,\cdot ,\wedge )}, est une ℝ-algèbre non associative, non unifère et non commutative (elle est anti-commutative) de dimension 3.
La table de multiplication dans une base orthonormale directe {\displaystyle ({\vec {u}},{\vec {v}},{\vec {w}})} est :
|                            | {\displaystyle {\vec {u}}}                              | {\displaystyle {\vec {v}}}                              | {\displaystyle {\vec {w}}}                              |
| -------------------------- | ------------------------------------------------------- | ------------------------------------------------------- | ------------------------------------------------------- |
| {\displaystyle {\vec {u}}} | {\displaystyle {\vec {u}}\wedge {\vec {u}}={\vec {0}}}  | {\displaystyle {\vec {u}}\wedge {\vec {v}}={\vec {w}}}  | {\displaystyle {\vec {u}}\wedge {\vec {w}}=-{\vec {v}}} |
| {\displaystyle {\vec {v}}} | {\displaystyle {\vec {v}}\wedge {\vec {u}}=-{\vec {w}}} | {\displaystyle {\vec {v}}\wedge {\vec {v}}={\vec {0}}}  | {\displaystyle {\vec {v}}\wedge {\vec {w}}={\vec {u}}}  |
| {\displaystyle {\vec {w}}} | {\displaystyle {\vec {w}}\wedge {\vec {u}}={\vec {v}}}  | {\displaystyle {\vec {w}}\wedge {\vec {v}}=-{\vec {u}}} | {\displaystyle {\vec {w}}\wedge {\vec {w}}={\vec {0}}}  |

#### Crochet de Lie
L'ensemble des matrices carrées d'ordre n ≥ 2 à coefficients réels, muni du crochet de Lie : {\displaystyle [M,N]=MN-NM}, {\textstyle \left({\mathcal {M}}_{n}(\mathbb {R} ),+,\cdot ,[,]\right)} est une ℝ-algèbre non associative, non unifère et non commutative de dimension n2. Elle est anti-commutative et possède des propriétés qui font de l'algèbre une algèbre de Lie.

## Contre-exemple
La ℝ-algèbre {\textstyle (\mathbb {H} ,+,\cdot ,\times )} des quaternions est un ℂ-espace vectoriel, mais n'est pas une ℂ-algèbre car la multiplication × n'est pas ℂ-bilinéaire : i·(j × k) ≠ j × (i·k).